# Подъячево (Пермский край)
Подъячево — деревня в Косинском районе Пермского края. Входит в состав Чазёвского сельского поселения. Располагается западнее районного центра, села Коса. Расстояние до районного центра составляет 29 км. По данным Всероссийской переписи населения 2010 года, в деревне проживало 143 человека (78 мужчин и 65 женщин).

## История
До Октябрьской революции населённый пункт Подъячево входил в состав Юксеевской волости, а в 1927 году — в состав Чазёвского сельсовета. По данным переписи населения 1926 года, в деревне насчитывалось 73 хозяйства, проживало 440 человек (210 мужчин и 239 женщин). Преобладающая национальность — коми-пермяки.
По данным на 1 июля 1963 года, в деревне проживало 292 человека. Населённый пункт входил в состав Чазёвского сельсовета.